# BC Soproni
O Basquete Clube Soproni (húngaro:Soproni Kosárlabda Klub) é um clube profissional de basquetebol situado na cidade de Odemburgo,Hungria que disputa atualmente a Liga Húngara e a Copa Europeia.